# Sigma Team
Sigma Team là một công ty game của Nga được thành lập vào năm 2003. Trụ sở chính của công ty nằm ở Novosibirsk và văn phòng đặt tại Tyumen. Tựa game đầu tiên của họ là Alien Shooter là một game hành động arcade với các yếu tố của thể loại game nhập vai.

## Game phát triển
- Alien Shooter (2003)
- Alien Shooter: Fight for Life (2005) (Bản mở rộng thứ nhất của Alien Shooter)
- Alien Shooter: The Experiment (2005) (Bản mở rộng thứ hai của Alien Shooter)
- Alien Shooter: Vengeance (2007)
- Zombie Shooter (2007)
- Alien Shooter 2: Reloaded (2008) (Bản làm lại với Alien Shooter: Vengeance)
- Theseus - Return of the Hero (2008)
- Zombie Shooter 2 (2009)
- Alien Shooter: Revisited (2010) (Bản làm lại Alien Shooter)
- Alien Shooter 2: Conscription (2010) (Bản mở rộng độc lập của Alien Shooter 2)
- Alien Hallway
- I am Weapon (2011)
- Chaks Temple
- Crazy Lunch (2004)
- Alien Shooter: The Beginning (Bản làm lại cho PC năm 2013)
- Alien Shooter:Lost City (Bản làm lại từ Theseus - Return of the Hero)
- Alien Shooter: TD (2017)

- Alien Hallway 2 (2017)
- Alien Shooter 2: The Legend (2020) [PC/Mobile]
- Alien Shooter: Last Hope (2020) [PC/Mobile]
- Alien Shooter 2: Reloaded (2020) [for mobile]
- Alien Shooter 2: New Era (2022)